# Adryan
Adryan Oliveira Tavares (* 10. August 1994 in Rio de Janeiro) ist ein brasilianischer Fußballspieler.

## Karriere

### Verein
Als Jugendlicher spielte Adryan bereits für Flamengo Rio de Janeiro. Zur Erstligasaison 2011 wurde er dann zur Profimannschaft geholt. Während der Spielzeit stand er einmal im Kader, ohne eingesetzt zu werden. Obwohl Manchester United im Sommer 2011 Interesse am Talent zeigte, blieb Adryan in Brasilien. Während der nächsten Saison entwickelte er sich zu einer wichtigen Kraft und kam am 1. Juli 2012 mit 17 Jahren gegen Atlético Goianiense zu seinem Debüt für die erste Mannschaft, bei dem er auf Anhieb zu seinem ersten Torerfolg kam. Insgesamt 23-mal wurde er in diesem Jahr eingesetzt, siebenmal begann er in der Startelf. Des Weiteren erzielte er zwei Tore und gab vier Torvorlagen. 
Anfang April 2013 verlängerte er seinen Vertrag mit Flamengo vorzeitig bis 2016. In der Saison 2013 verlor er jedoch seinen Platz im Team und wurde nur noch selten eingesetzt.
Dennoch gab der italienische Erstligist Cagliari Calcio im Januar 2014 bekannt, Adryan zu verpflichten. Er erhielt einen bis Sommer 2015 datierten Leihvertrag inklusive Kaufoption. Am 1. Februar selben Jahres gab er in einem Spiel gegen den AC Florenz sein Debüt in der Serie A. Nach dem Halbjahr, in dem er zu insgesamt fünf Einsätzen in der Liga (kein Tor) kam, beendete der Verein das Leihgeschäft aufgrund einer Verletzung Adryans vorzeitig.
Kurz vor dem Ende der Transferperiode wechselte er am 30. August 2014 zum englischen Zweitligisten Leeds United. Dieser vereinbarte mit Adryans Stammverein Flamengo ein einjähriges Leihgeschäft inklusive Kaufoption. Sein Pflichtspieldebüt für Leeds gab er am 17. Oktober 2014. Insgesamt bestritt er in der Saison in England zwölf Ligaspiele, konnte die Klubverantwortlichen aber mit seinen Leistungen nicht zu einem endgültigen Transfer bewegen.
In der Sommerpause 2015 wurde er nach Frankreich an den Erstligisten FC Nantes verliehen. Der Klub sicherte sich zudem eine Kaufoption. Im Juli 2016 kehrte Adryan zu Flamengo zurück.
Am 2. Juli 2017 wurde der Wechsel von Adryan in die Schweiz zum FC Sion bekannt. Der Kontrakt erhielt eine Laufzeit über drei Jahre.
Im August 2019 wurde Adryan in die Türkei an Kayserispor ausgeliehen. Nachdem Adryan im Oktober 2019 sein letztes Spiel bestritten hatte, wechselte er im Februar 2020 zurück in seine Heimat. Hier unterzeichnete er einen Kontrakt beim Avaí FC, welcher 2020 in der Série B antrat.

### Nationalmannschaft
Adryan durchlief von der U-15 an alle Jugendnationalmannschaften Brasiliens. Mit den U-17-Junioren nahm er 2011 zunächst an der Südamerikameisterschaft und später im Jahr an der Weltmeisterschaft, die beide in Ecuador stattfanden, teil. Bei ersterem Turnier, das seine Mannschaft gewinnen konnte, kam er achtmal zum Einsatz und erzielte drei Tore. Bei der U-17-WM stand er in sechs der sieben Spiele auf dem Feld und erzielte dabei fünf Tore.
2013 gehörte er zum Kader der U-20-Nationalmannschaft während der Südamerikameisterschaft in Argentinien und bestritt bis zum Ausscheiden Brasiliens nach der ersten Gruppenphase drei Partien (kein Tor).

## Spielweise
Der 1,74 m große und 71 kg schwere Adryan, der von Experten als noch unfertiges Talent charakterisiert wird, füllt bevorzugt die Rolle des Spielmachers aus. Seine Stärken liegen in seiner Ballbehandlung und Passstärke.

## Persönliches
Adryan ist seit September 2012 verheiratet; das Paar hat seit März 2013 eine gemeinsame Tochter.

## Erfolge
- U-17-Südamerikameisterschaft: 2011

Flamengo
- Brasilianischer Pokal: 2013
- Staatsmeisterschaft von Rio de Janeiro: 2017